# Lalawélé Atakora
Lalawélé Atakora (n. Lomé, Togo, 9 de noviembre de 1990) es un futbolista togolés. Juega de mediocampista y actualmente milita en el Kazma SC de la Liga Premier de Kuwait. 

## Selección nacional
Ha sido internacional con la selección de fútbol de Togo en 46 partidos, anotando 2 goles.

## Clubes
| Club                   | País       | Año         |
| ---------------------- | ---------- | ----------- |
| Fredrikstad FK         | Noruega    | 2009 - 2011 |
| IFK Värnamo (cedido)   | Suecia     | 2010        |
| AIK Solna (cedido)     | Suecia     | 2011        |
| AIK Solna              | Suecia     | 2012 - 2014 |
| Balıkesirspor (cedido) | Turquía    | 2013 - 2014 |
| Helsingborgs IF        | Suecia     | 2015 - 2016 |
| Adana Demirspor        | Turquía    | 2017 - 2018 |
| FK Qäbälä              | Azerbaiyán | 2018 - 2019 |
| Kazma SC               | Kuwait     | 2019 -      |

## Palmarés

### Títulos nacionales
| Título             | Club      | País       | Año  |
| ------------------ | --------- | ---------- | ---- |
| Copa de Azerbaiyán | FK Qäbälä | Azerbaiyán | 2019 |